# Hamburg Blue Devils
Hamburg Blue Devils je klub američkog nogometa utemeljen 1992. iz Hamburga. Član je najvišeg razreda lige u američkom nogometu u Njemačkoj - German Football League.

## Uspjesi
Eurobowl
- pobjednik: 1996., 1997., 1998.
  - finalist: 1999., 2000.

Football League of Europe
- doprvak: 1994.

German Bowl (završnica German Football League / American Football Bundesliga)
- prvak: 1996., 2001., 2002., 2003.
  - doprvak: 1995., 1998., 1999., 2005.

GFL- Sjeverna divizija
- pobjednik: 1997., 2001.

GFL-2 - Sjever
- prvak: 2011.

Regionalliga Nord (Sjever)
- prvak: 2009., 2010.

## Poveznice
- (njemački) službene stranice
- (njemački) German Football League
- (njemački) football-history.de  Arhivirana inačica izvorne stranice od 28. rujna 2017. (Wayback Machine)